# Sułtanat Johoru
Sułtanat Johoru (malajski Kesultanan Johor) – sułtanat założony w 1528 r.
Od 1885 r. znajdował się pod protektoratem brytyjskim. W 1946 r. wszedł w skład Unii Malajskiej.